# Roy Knapp
Roy C. Knapp (* 26. Oktober 1891; † 16. Juni 1979) war ein US-amerikanischer Perkussionist und Musikpädagoge.
Knapp wurde ab Anfang der 1920er Jahre in Chicago als Schlagzeuger, Perkussionist und Xylophonsolist bekannt. Er trat bei den großen Rundfunkstationen auf und war von 1928 bis 1950 Mitarbeiter des Senders WLS, wo er in Shows wie The National Barn Dance auftrat.
1938 gründete er die Roy C. Knapp School of Percussion, die 1946 als College anerkannt wurde und die Berechtigung zur Vergabe des Bachelor of Music und des Konzertdiploms erhielt. Zu seinen zahlreichen Studenten zählen Gene Krupa, Louie Bellson, Dave Tough, Baby Dodds und Bobby Christian. Seine Laufbahn als aktiver Musiker beendete er 1960, seine Schule leitete er noch bis 1966. Dann nahm er eine Einladung Maurie Lishons an, in Franks Drum Shop zu unterrichten, wo er bis zu seinem Tode 1979 wirkte.